# Polyglyphanodon
Polyglyphanodon is een geslacht van uitgestorven polyglyphanodontide hagedissen uit de oude North Hornformatie uit het Maastrichtien van Utah. De soort is bekend van verschillende veelal complete en gedeeltelijke skeletten. Het onderscheidt zich door zijn transversaal georiënteerde in elkaar grijpende tanden, die een herbivoor dieet suggereren. 
De typesoort is Polyglyphanodon sternbergi. De geslachtsnaam is afgeleid van het Grieks poly, 'veel', γλυφή, 'kerving', en odoon, 'tand'. De soortaanduiding eert Charles Hazelius Sternberg.
Het holotype is USNM 15477, een skelet met schedel gevonden op de South Dragon, Emery County, Utah in een laag van de North Hornformatie die dateert uit het Maastrichtien.
Polyglyphanodon bajaensis Nydam, 1999 werd in 2007 in het geslacht Dicothodon geplaatst.